# (3998) Tezuka
(3998) Tezuka (1989 AB) – planetoida z pasa głównego asteroid okrążająca Słońce w ciągu 3,44 lat w średniej odległości 2,28 j.a. Odkryta 1 stycznia 1989 roku.